# Skiatlon

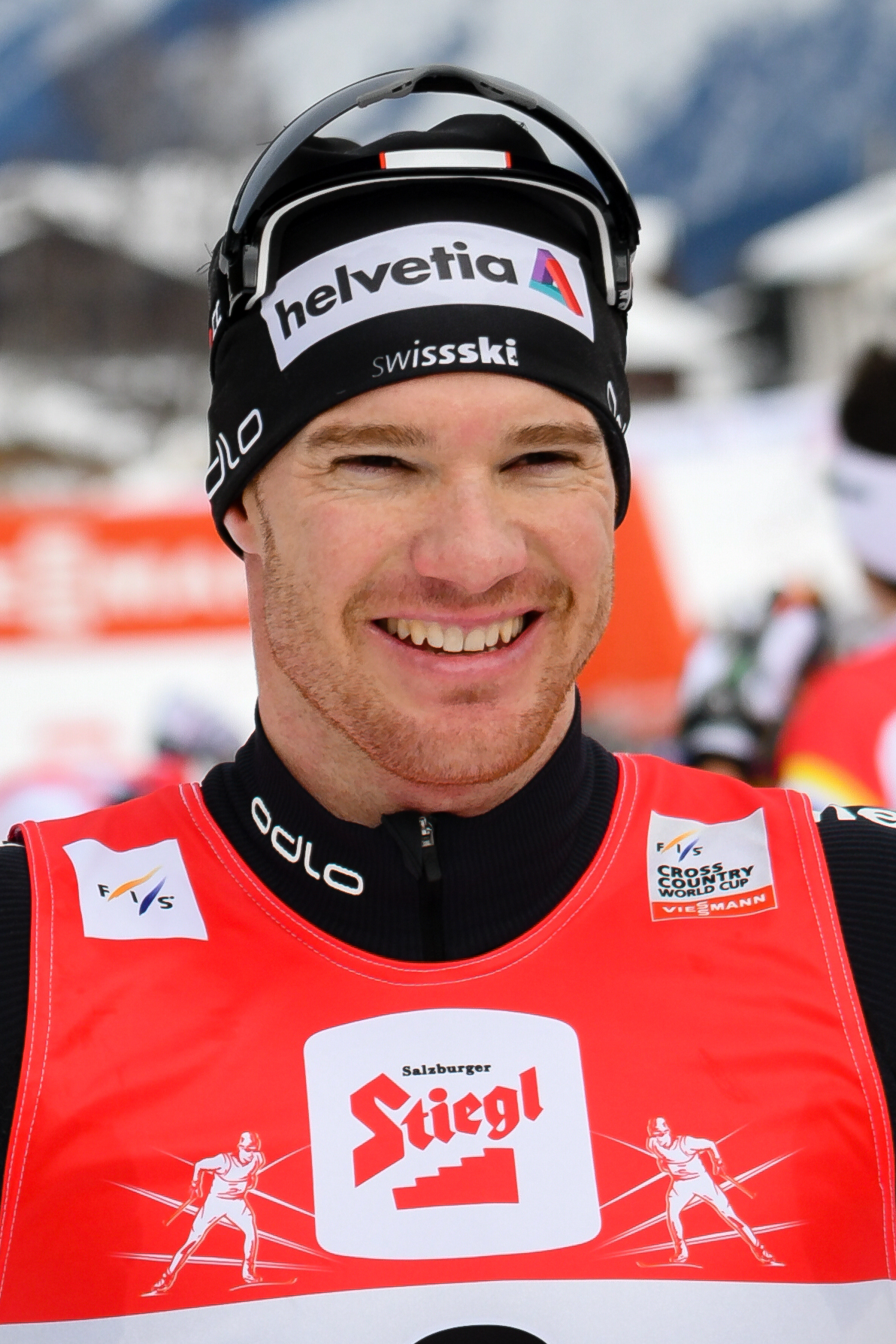
Dario Cologna, gouden medaillewinnaar op de skiatlon van de Olympische Winterspelen 2014

Skiatlon (in het Engels geschreven als skiathlon) is een skisport, namelijk een langlaufendiscipline met een massastart waarbij de helft van de afstand wordt afgelegd in de "klassieke stijl" en het tweede deel in de "vrije stijl” (‘schaatsstijl’). De discipline werd in het verleden gecombineerde achtervolging, dubbele achtervolging of (ski)duatlon genoemd. Voor de klassieke stijl worden andere ski’s en stokken gebruikt dan voor de vrije stijl: de ski’s voor de vrije stijl zijn meestal korter en worden anders geprepareerd.

## Geschiedenis
Gecombineerde achtervolging
In 1992 introduceerde de Internationale Skifederatie (FIS) in het programma van de Olympische Winterspelen in Albertville een ‘gecombineerde achtervolging’ (“combined pursuit”) die in plaats kwam van de 15 km klassiek voor mannen en de 10 km klassiek voor vrouwen op eerdere Spelen. Deze gecombineerde achtervolging bestond uit twee delen: op de eerste dag werd de openingsrace verreden als tijdrit in klassieke stijl (10 km voor mannen, 5 km voor vrouwen). Voor deze race werden aparte medailles werden uitgereikt, waarbij Vegard Ulvang uit Noorwegen goud won bij de mannen en Marjut Lukkarinen uit Finland bij de vrouwen.

De volgende dag werd de tweede race verreden als achtervolgingsrace in de vrije stijl (15 km voor mannen, 10 km voor vrouwen) waarbij de startvolgorde en –tijd bepaald werd door het resultaat van de eerste race. Voor deze tweede race werden geen afzonderlijke medailles uitgereikt, omdat de winnaar van de achtervolging tevens de winnaar was van de combinatie. Bij de mannen was de winnaar Bjørn Dæhlie uit Noorwegen, bij de vrouwen Ljoebov Jegorova uit Rusland.

Ook op de Winterspelen van 1994 en 1998 werd de combinatie op deze wijze gelopen. Ook in 1994 wonnen Dæhlie en Jegorova.
Dubbele achtervolging
Bij de Olympische Winterspelen 2002 werd het systeem gewijzigd: er werden alleen nog medailles uitgereikt voor het eindklassement van de combinatierace, die ‘dubbele achtervolging’ genoemd werd. Beide delen kregen dezelfde lengte (2×10 km mannen, (2×5 km vrouwen) en beide races werden op dezelfde dag gelopen met een pauze van een uur ertussen. Bij de mannen wonnen de Noren Frode Estil en Thomas Alsgaard de 2 × 10 km achtervolging in exact dezelfde tijd. Bij de vrouwen won de Canadese Beckie Scott de 2 × 5 km achtervolging.
Skiatlon
Na een aantal testraces werd de skiatlon in zijn huidige vorm voor het eerst verreden tijdens de Wereldkampioenschappen Noords skiën in 2003 in Val di Fiemme. De deelnemers starten met een massastart en leggen het eerste deel van de race af in de klassieke stijl waarna ze in de daarvoor bestemde wisselboxen hun ski's en skistokken wisselen en de tweede helft van de wedstrijd afleggen in de vrije stijl.

De Olympische Winterspelen van 2006 in Turijn waren de eerste waarop de skiathlon op het programma stond. De 2 x 15 km voor mannen werd gewonnen door Jevgeni Dementjev uit Rusland, en de 2 x 7,5 km voor vrouwen door Kristina Šmigun uit Estland.

## Wedstrijden
De FIS is de overkoepelende organisatie die de wedstrijden voor professionele langlaufers organiseert. Het gaat dan in de eerste plaats over de Wereldbeker langlaufen en de Wereldkampioenschappen langlaufen.
Bij de Olympische Winterspelen en Wereldkampioenschappen langlaufen leggen de mannen 30 kilometer af (2 x 15 km) en de vrouwen 15 kilometer (2 x 7,5 km).
Bij World Cup wedstrijden leggen de mannen 20 kilometer af (2 x 10 km) en de vrouwen 10 kilometer (2 x 5 km).